# رامبوریس
رامبوریس (به فرانسوی: Rambures) یک کمون در فرانسه است که در Canton of Gamaches واقع شده‌است.

## خصوصیات
رامبوریس ۹٫۹ کیلومترمربع مساحت و ۴۱۱ نفر جمعیت دارد و ۱۳۹ متر بالاتر از سطح دریا واقع شده‌است.